# Novi Jelkovec
Novi Jelkovec je naselje u sastavu gradske četvrti i užeg naselja Sesvete u gradu Zagrebu i dio je zagrebačke gradske aglomeracije. Prema popisu iz 2021. naselje je imalo 7.303 stanovnika.

## Povijest
Novi Jelkovec je novoizgrađeno naselje u istočnom dijelu područja Grada Zagreba, odnosno na jugu mjesta Sesvete. Izgradnja je započela 9. listopada 2006. godine. Prvi stanari su dobili ključeve 29. travnja 2009. godine. Na području se nalaze 53. stambeno-poslovna objekta, 2 713 stanova i 200 poslovnih prostora. Ovo je jedinstveni projekt u Hrvatskoj s obzirom na to da je na 39,47 ha izgrađen jedan "mali grad" sa svim bitnim popratnim sadržajima za stanovnike.
Prvotno je ovo bio POS projekt, ali je Grad Zagreb otkupio projektnu dokumentaciju i prilagodio projekt na način da se naselje upotpuni s dodatnim sadržajima (vrtić, osnovna i srednja škola, športski objekti,...). Glavni investitor naselja je Zagrebački holding (Podružnica Stanogradnja).
Od 2713 stanova 1265 je bilo namijenjeno slobodnom tržištu a 1448 za potrebe Grada Zagreba (800 stanova za građane temeljem konačne liste prvenstva (tzv. socijalni stanovi), 100 stanova po preporuci Ureda za zdravstvo i socijalnu skrb, 548 stanova namijenjeno je za javni najam). U rujnu 2009. godine je počeo s radom i Dječji vrtić "En Ten Tini" (centralni objekt), a u istom mjesecu je startala s nastavom i Osnovna škola Jelkovec (a sama službena otvorenja su bila i ranije).
U siječnju 2010. godine je otvoren i područni objekt Dječjeg vrtića En Ten Tini. U prosincu 2012. godine je otvorena Knjižnica Jelkovec. Knjižnica Jelkovec prva je zgrada u Zagrebu izgrađena za narodnu knjižnicu. Prostire se na oko tisuću četvornih metara na četiri etaže, a smještena je u središtu Novog Jelkovca i opremljena je suvremenom knjižničnom i informatičkom opremom.
Svi planirani sadržaji i objekti na žalost nisu još uvijek završeni ali su ili započeti ili u planu za izgradnju (srednja škola, športska dvorana, športski teren,bazen,kulturni centar,crkva,ambulanta,tržnica...). U bližoj budućnosti u planu je i produžetak tramvajske pruge sve do naselja Novi Jelkovec.
Kao posebnosti naselja treba istaknuti i sljedeće:
- moderna komunikacijska infrastruktura, s obzirom na to da je optička mreža u svima stanovima (FTTH),
- najbitniji prateći sadržaji za život i funkcioniranje obitelji u sklopu naselja (dječji vrtić, osnovna škola, župa,...)
- prvi dječji vrtić s bazenom u Hrvatskoj,
- brojna dječja igrališta,
- brojna parkirna mjesta (vanjski parking, garaže,...),
- odlična prometna povezanost (blizina Slavonske avenije i čvora auto ceste Ivanja Reka),
- blizina prodajnih centara,...

## Ulice i trgovi
Ulica Borisa Papandopula, Ulica Borisa Ulricha, Ulica Brune Bjelinskog, Ulica Dragana Plamenca, Ulica Huberta Pettana, Ulica Ivana Brkanovića, Ulica Ivane Lang, Ulica Ive Paraća, Ulica Krešimira Kovačevića, Ulica Ladislava Šabana, Ulica Mladena Pozajića, Ulica Petra Dumičića, Ulica Rudolfa Matza, Ulica Stjepana Šuleka, Ulica Vladimira Stahuljaka, Rimski put (50 - 52), Ulica Ljudevita Posavskog (25 - 27F), Ulica 144. brigade hrvatske vojske (2 – 8). 